# Черканер
 Черканер  — опустевшая деревня в Яранском районе Кировской области в составе Салобелякского сельского поселения.

## География
Расположена на расстоянии примерно 20 км по прямой на юг-юго-восток от города Яранск.

## История
Известна с 1873 года как починок Черканер (Кокушонки), где дворов 38 и жителей 133, в 1905 51 и 312, в 1926 52 и 262, в 1950 44 и 145, в 1989 9 жителей. Настоящее название утвердилось с 1939 года .

## Население
Постоянное население составляло 4 человека (русские 100%) в 2002 году, 0 в 2010.